# Benaissa Benamar
Benaissa Benamar (Amsterdam, 8 april 1997) is een Marokkaans-Nederlands voetballer die als verdediger voor CSKA 1948 speelt.

## Carrière
Benaissa Benamar speelde in de jeugd van VVA/Spartaan, AFC Ajax, AFC, FC Volendam, AVV Zeeburgia en ADO Den Haag. Van 2016 tot 2018 speelde hij voor Jong FC Twente, waarmee hij in zijn eerste seizoen uit de Tweede divisie naar de Derde divisie zaterdag degradeerde. In 2018 werd Jong FC Twente uit de voetbalpiramide gehaald, en vertrok Benamar naar Ittihad Tanger. Met deze Marokkaanse club speelde hij zes wedstrijden in de Botola Maroc Telecom, en kwam ook uit in de CAF Champions League en CAF Confederation Cup. In 2019 tekende hij na een proefperiode een contract voor twee jaar bij Telstar. Op 6 januari 2021 werd bekend dat hij een contract voor 2 seizoenen (met een optie voor 2 extra jaargangen) heeft getekend bij FC Utrecht. Hij zou uiteindelijk slechts zes wedstrijden in actie komen voor de ploeg uit de Domstad.

### FC Volendam
In januari 2022 maakte Benamar op huurbasis de overstap naar het in de Eerste divisie uitkomende FC Volendam. In het contract zat een clausule opgenomen. Mocht FC Volendam de stap naar de Eredivisie maken, dan zou Benamar worden ingelijfd als contractspeler. Benamar kwam in de tweede seizoenshelft negen wedstrijden in actie. In het slot van de competitie liep hij een blessure op en zag hij vanaf de tribune hoe zijn ploeg wist te promoveren naar de Eredivisie. Hierdoor kwam Benamar definitief over. 
Het volgende seizoen was Benamar in de seizoensopener tegen FC Groningen (2-2) gelijk trefzeker en wist het andere oranje dankzij hem een punt mee naar huis te nemen. Benamar kwam dat seizoen 29 eredivisieduels in actie, hierin trof hij tweemaal doel. Naast centrale verdediger fungeerde hij ook regelmatig als defensieve middenvelder in de formatie van trainer Wim Jonk. In maart 2024 lichtte FC Volendam de optie in het contract van Benamar, waardoor hij tot medio 2025 kwam vast te liggen. In september 2024 werd het contract van Benamar in goed overleg ontbonden. De Nederlands-Marokkaanse verdediger kreeg op deze manier de mogelijkheid om transfervrij uit te kijken naar een nieuwe club.

### Raja Casablanca
Op 18 september 2024 tekende Benamar een contract voor twee jaar bij Raja Casablanca. Benamar kende een goede start bij zijn nieuwe werkgever en speelde in de eerste seizoenshelft nagenoeg alle wedstrijden de volledige negentig minuten. In het begin van de tweede seizoenshelft maakte Benamar zijn eerste en tevens enige treffer voor Raja Casablanca in een CAF Champions League-wedstrijd tegen het Zuid-Afrikaanse Mamelodi Sundowns FC. In februari 2025 kreeg Raja Casablanca in de persoon van Lassaad Chabbi een nieuwe trainer. De Tunesische coach besloot al snel om niet gebruik te maken van de diensten van Benamar en ploeggenoten Federico Bikoro en Abderahmane Soussi. Eind mei 2025 werd het nog lopende contract van Benamar bij Raja Casablanca ontbonden.

## Clubstatistieken
| Seizoen                   | Club            | Land           | Competitie         | Competitie | Competitie | Beker | Beker | Overig | Overig | Totaal | Totaal |
| Seizoen                   | Club            | Land           | Competitie         | Wed.       | Dlp.       | Wed.  | Dlp.  | Wed.   | Dlp.   | Wed.   | Dlp.   |
| ------------------------- | --------------- | -------------- | ------------------ | ---------- | ---------- | ----- | ----- | ------ | ------ | ------ | ------ |
| 2016/17                   | Jong FC Twente  | Nederland      | Tweede divisie     | 25         | 1          | –     | –     | –      | –      | 25     | 1      |
| 2017/18                   | Jong FC Twente  | Nederland      | Derde divisie zat. | 13         | 0          | –     | –     | –      | –      | 13     | 0      |
| 2018/19                   | Ittihad Tanger  | Marokko        | Botola Pro         | 6          | 0          | 0     | 0     | 3      | 0      | 9      | 0      |
| 2019/20                   | Telstar         | Nederland      | Eerste divisie     | 26         | 3          | 2     | 1     | –      | –      | 28     | 4      |
| 2020/21                   | Telstar         | Nederland      | Eerste divisie     | 13         | 0          | 0     | 0     | –      | –      | 13     | 0      |
| 2020/21                   | FC Utrecht      | Nederland      | Eredivisie         | 3          | 0          | 0     | 0     | –      | –      | 3      | 0      |
| 2021/22                   | FC Utrecht      | Nederland      | Eredivisie         | 2          | 0          | 1     | 0     | –      | –      | 3      | 0      |
| 2021/22                   | → FC Volendam   | Nederland      | Eerste divisie     | 9          | 0          | 0     | 0     | –      | –      | 9      | 0      |
| 2022/23                   | FC Volendam     | Nederland      | Eredivisie         | 29         | 2          | 2     | 0     | –      | –      | 31     | 2      |
| 2023/24                   | FC Volendam     | Nederland      | Eredivisie         | 31         | 4          | 0     | 0     | –      | –      | 13     | 3      |
| 2024/25                   | FC Volendam     | Nederland      | Eerste divisie     | 2          | 0          | 0     | 0     | –      | –      | 2      | 0      |
| 2024/25                   | Raja Casablanca | Marokko        | Botola Pro         | 14         | 0          | –     | –     | 4      | 1      | 18     | 1      |
| Carrièretotaal            | Carrièretotaal  | Carrièretotaal | Carrièretotaal     | 173        | 10         | 5     | 1     | 7      | 1      | 185    | 12     |
| Bijgewerkt op 4 juni 2025 |                 |                |                    |            |            |       |       |        |        |        |        |